# ブルームフィールド・スタジアム
ブルームフィールド・スタジアム（Bloomfield Stadium (ヘブライ語: אצטדיון בלומפילד)）は、イスラエルのテルアビブにあるスタジアム。マッカビ・テルアビブFC、ハポエル・テルアビブFC、ブネイ・イェフダ・テルアビブFCのホームスタジアムとして共用している。また、サッカーイスラエル代表の試合も行われている。

## 概要
スタジアムの名称は当時カナダのユダヤ人であったロータス・ブルームフィールドからつけられた。1964年にAFCアジアカップが開催される。2010年にはUEFAチャンピオンズリーグのグループステージが開催。2011年にはロンドン五輪予選をかねたUEFA U-21欧州選手権を開催。
コンサートの開催も多く、フィル・コリンズ、ブラック・アイド・ピーズ、スコーピオンズ、バーブラ・ストライサンド、リアーナ、U2らがライブを行った。

## ギャラリー

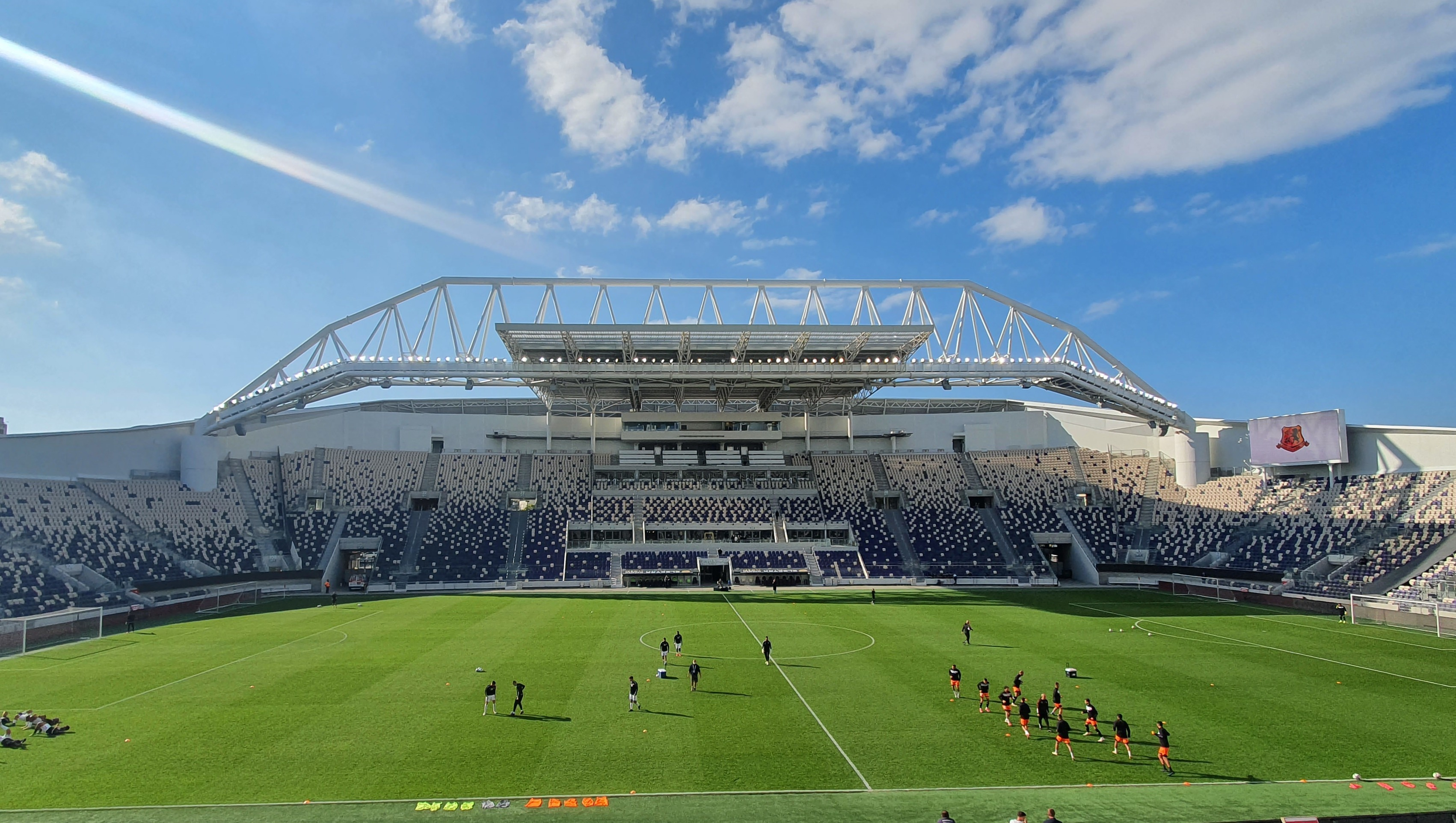
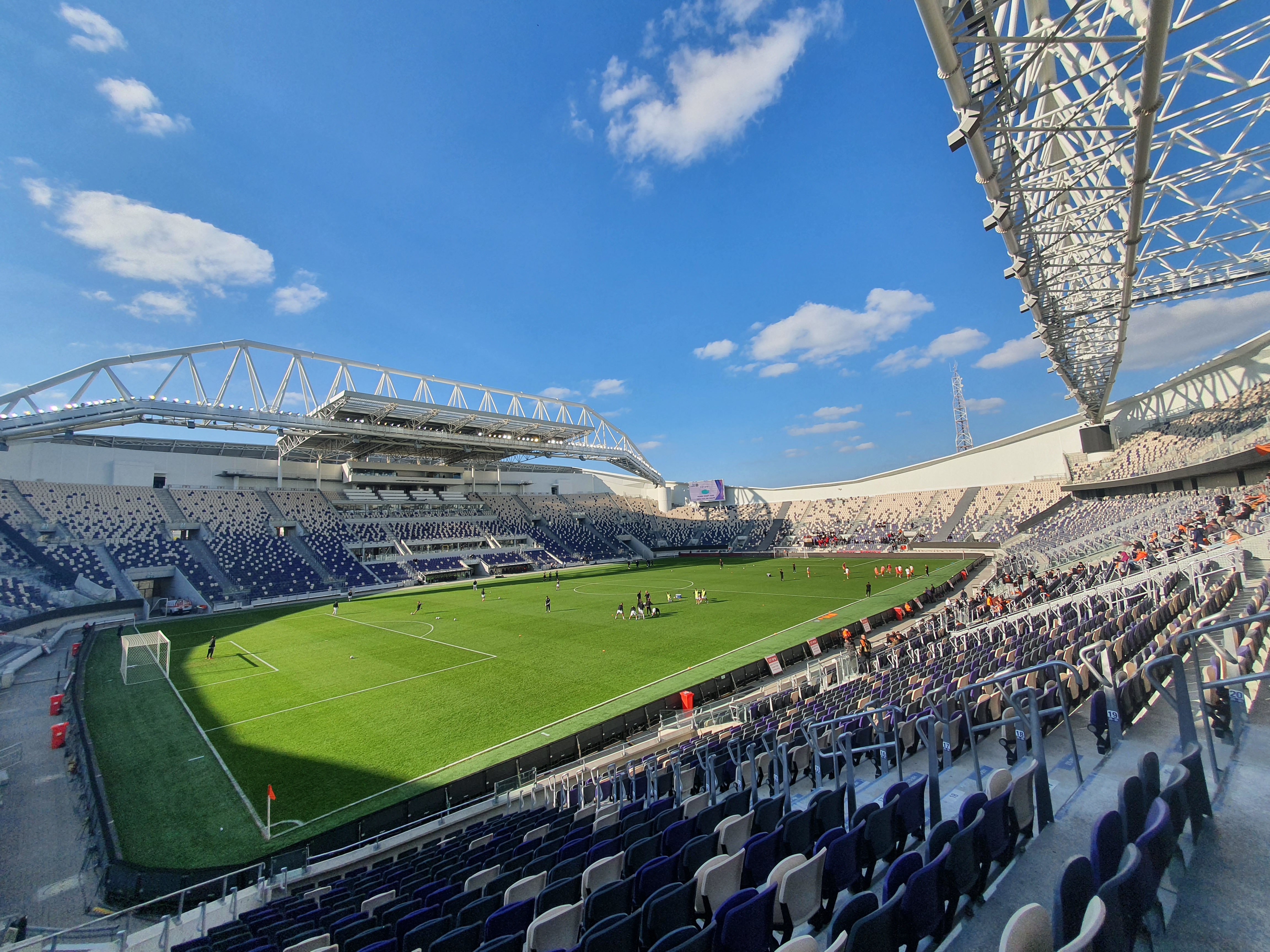
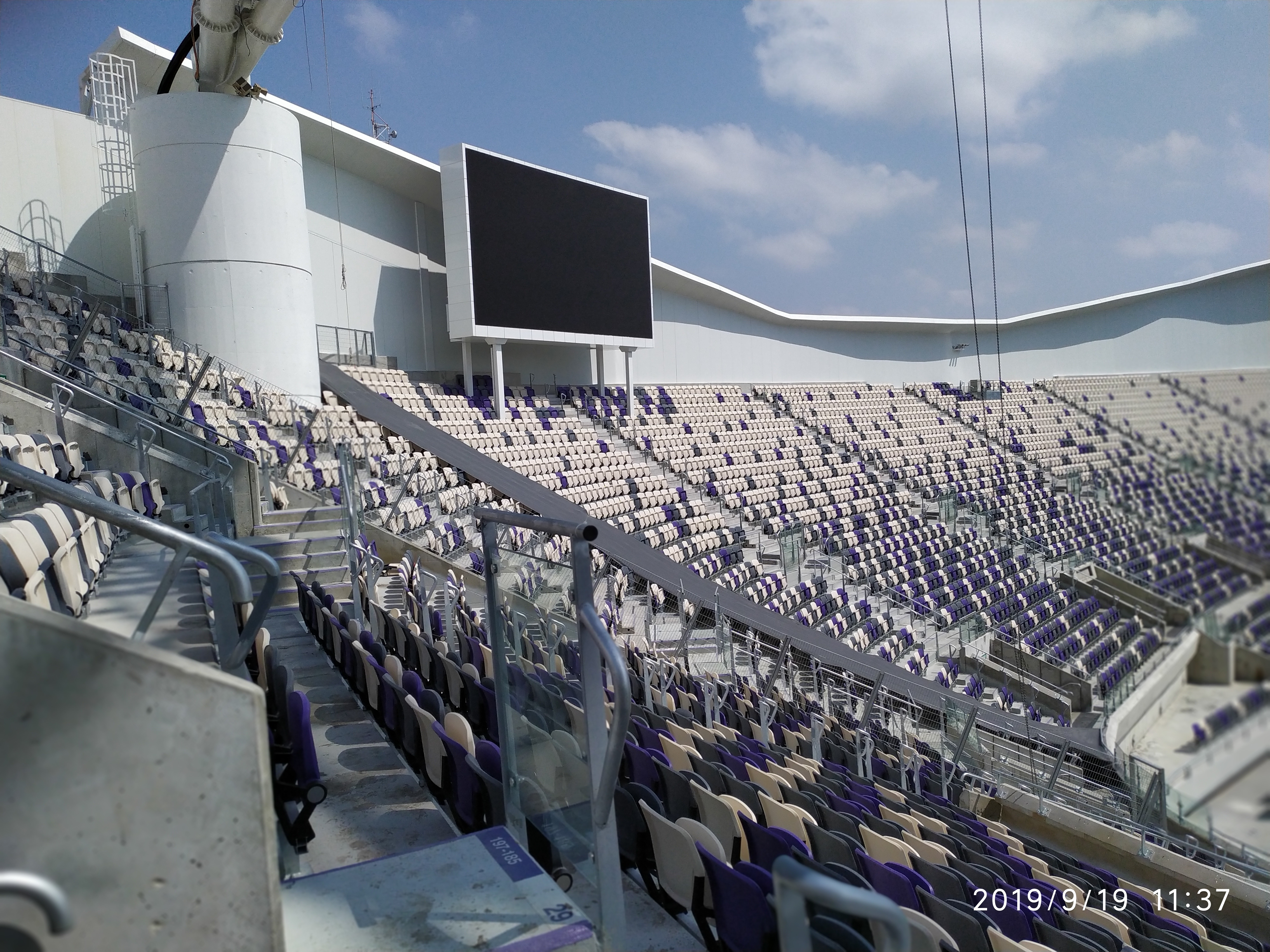
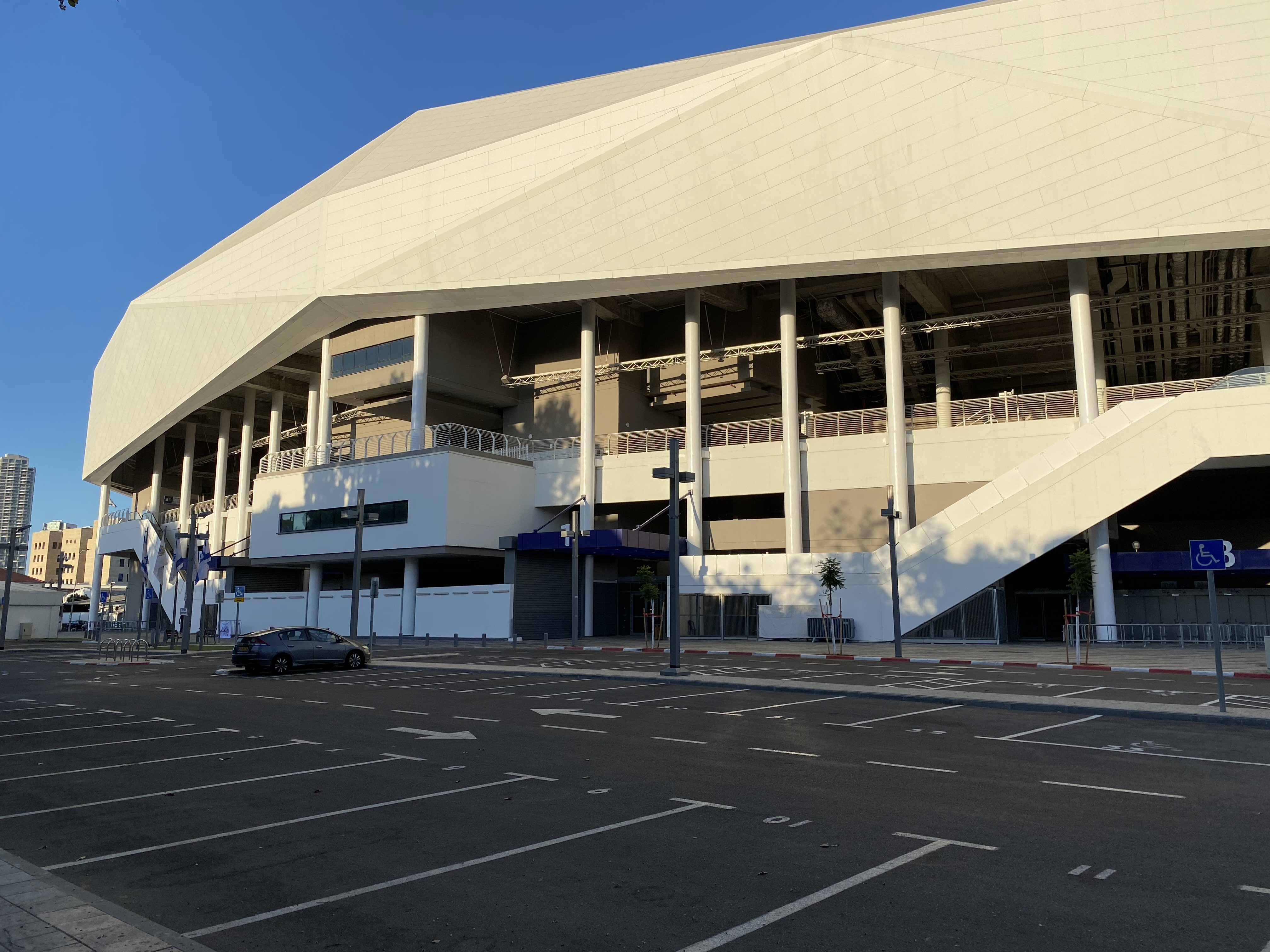
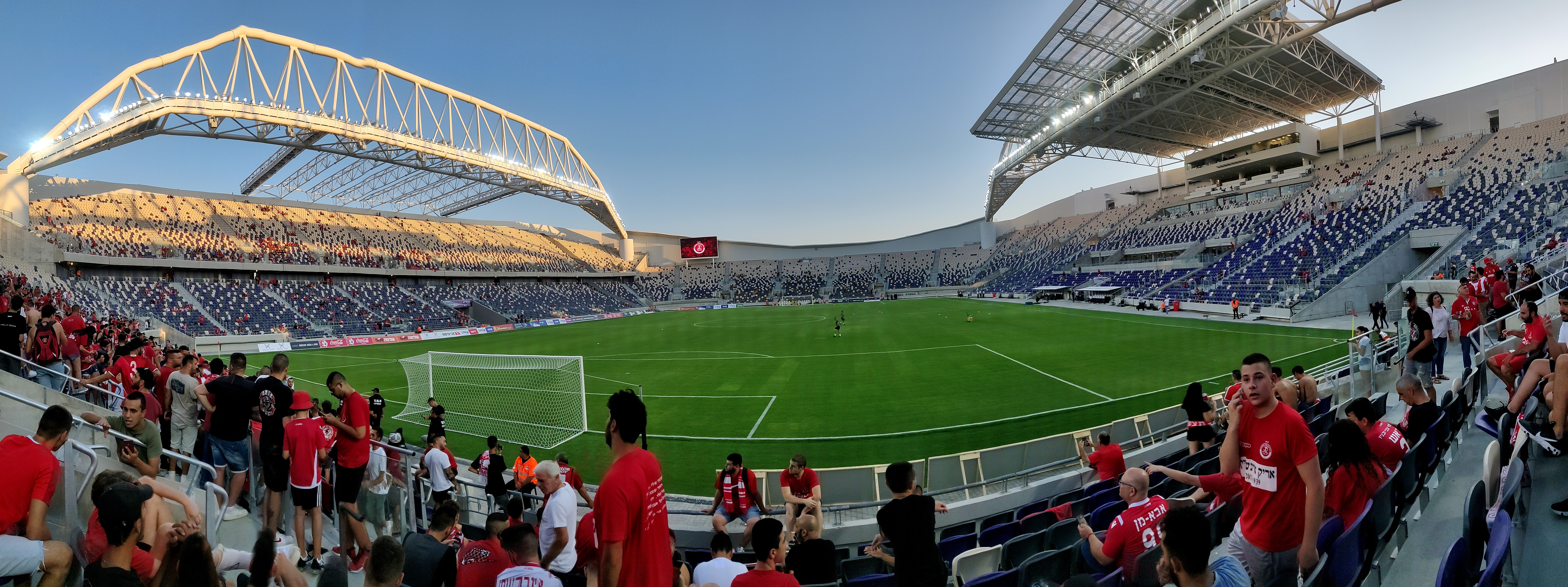
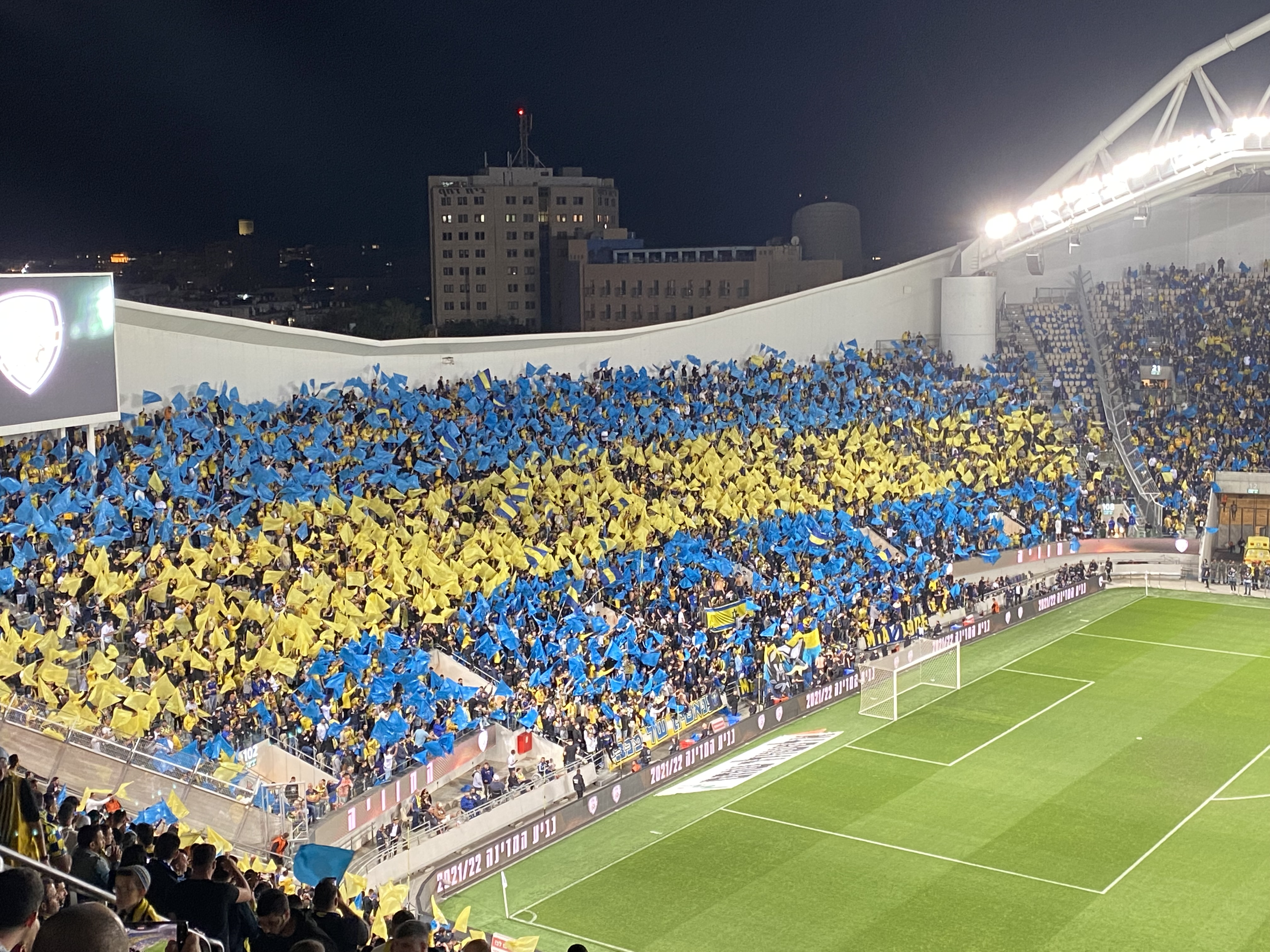
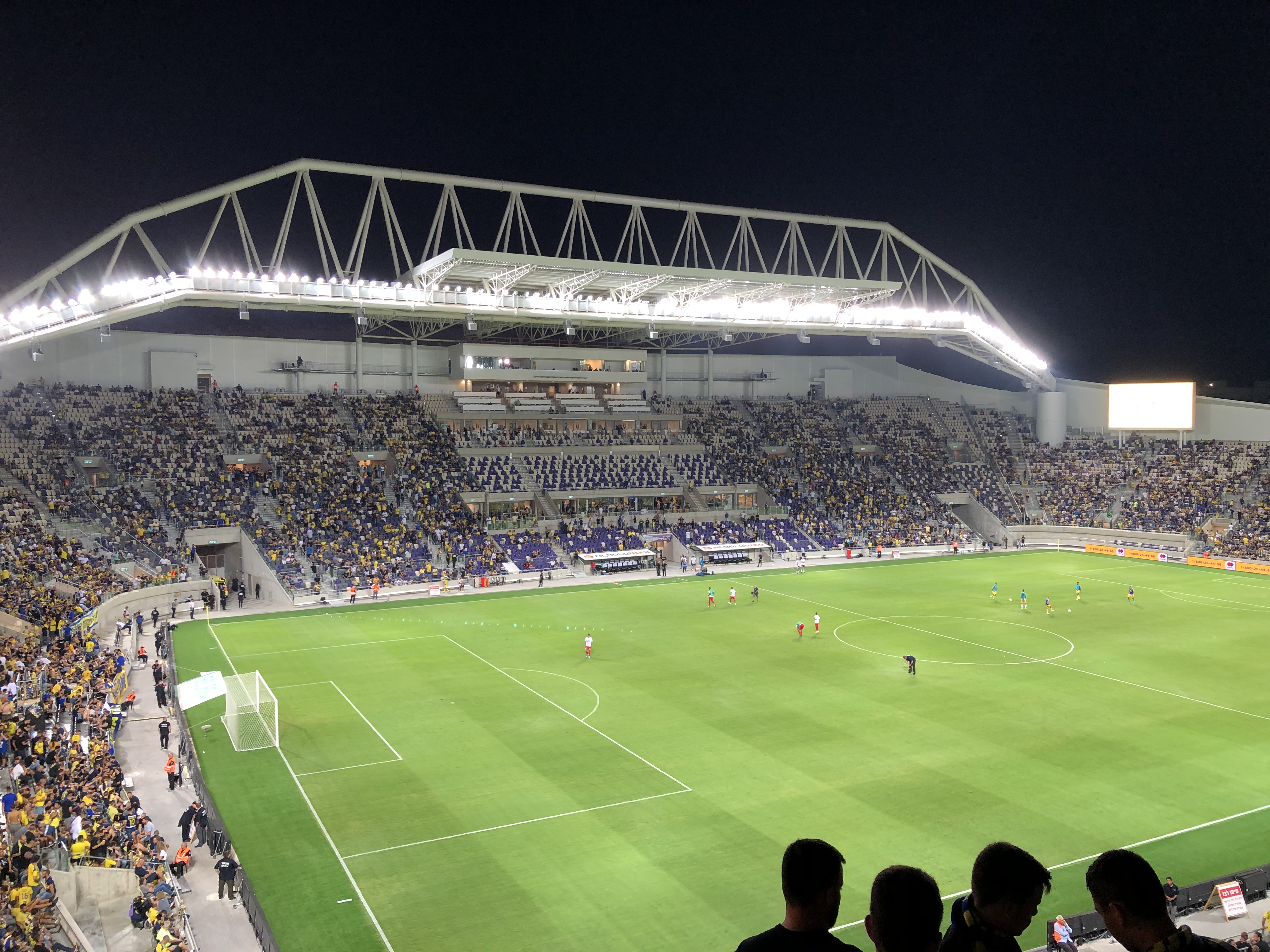
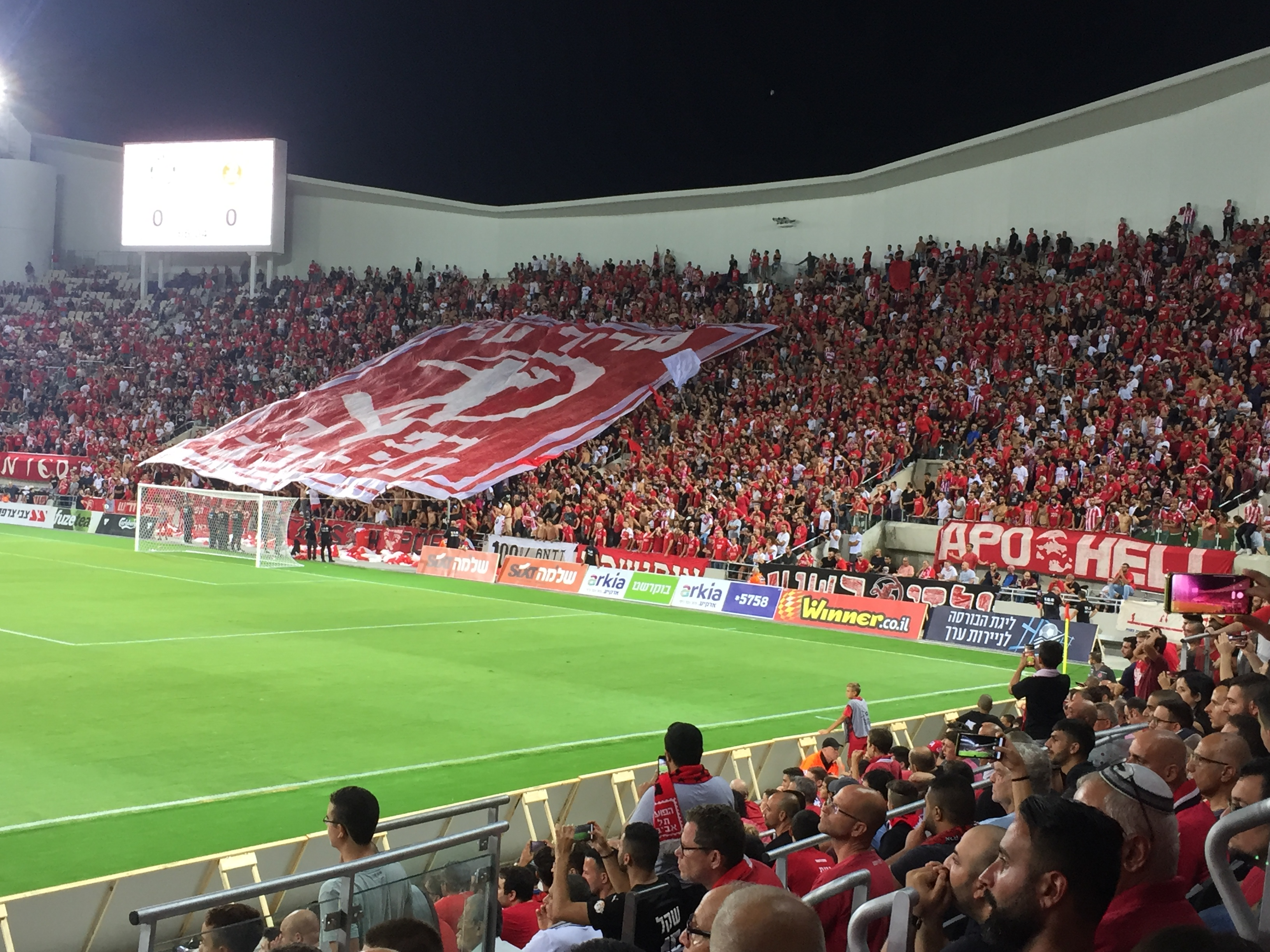
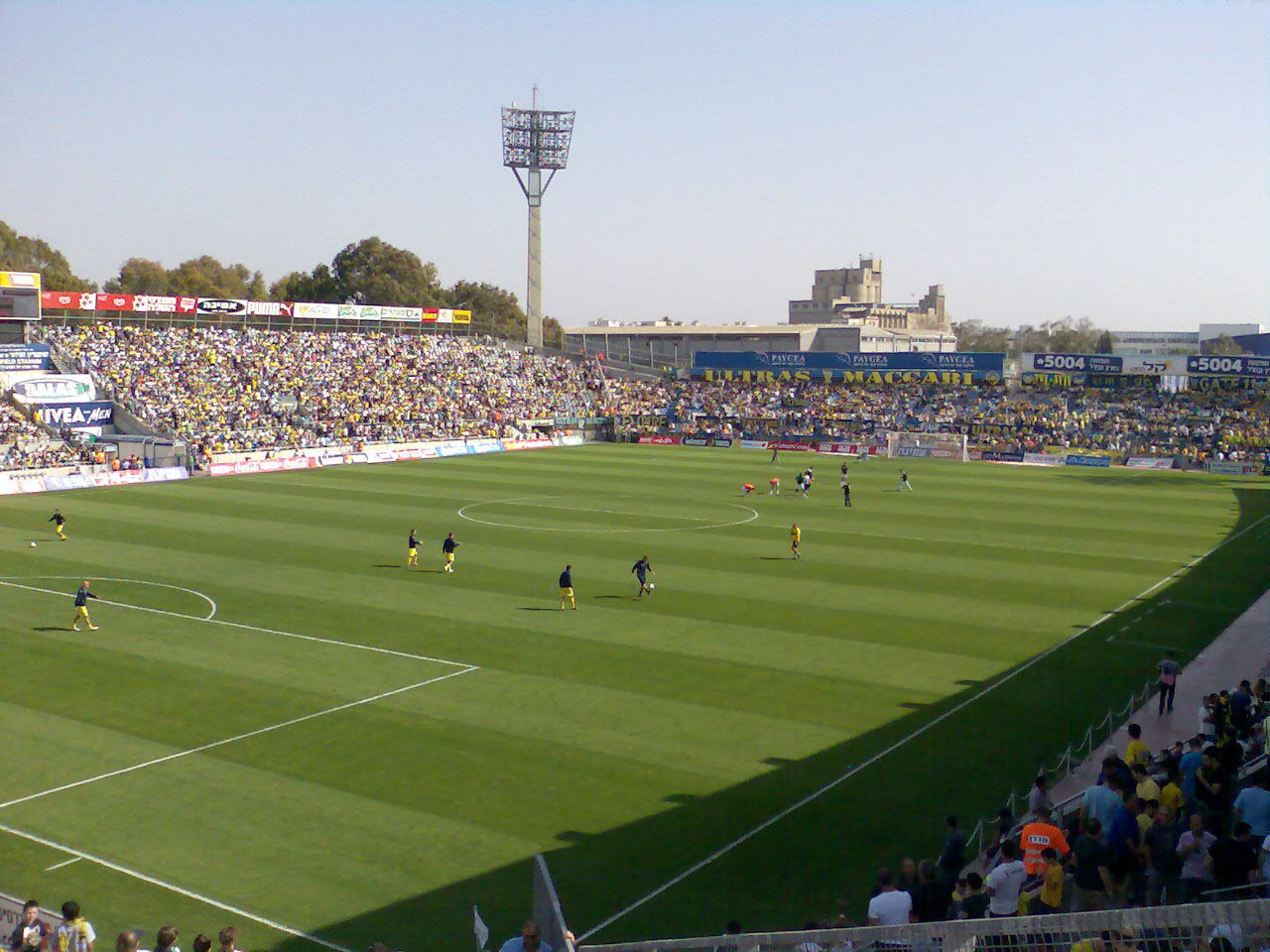
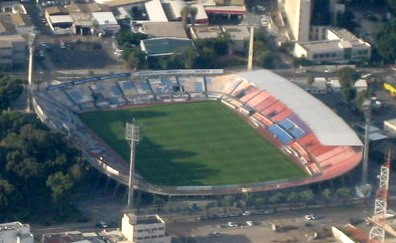
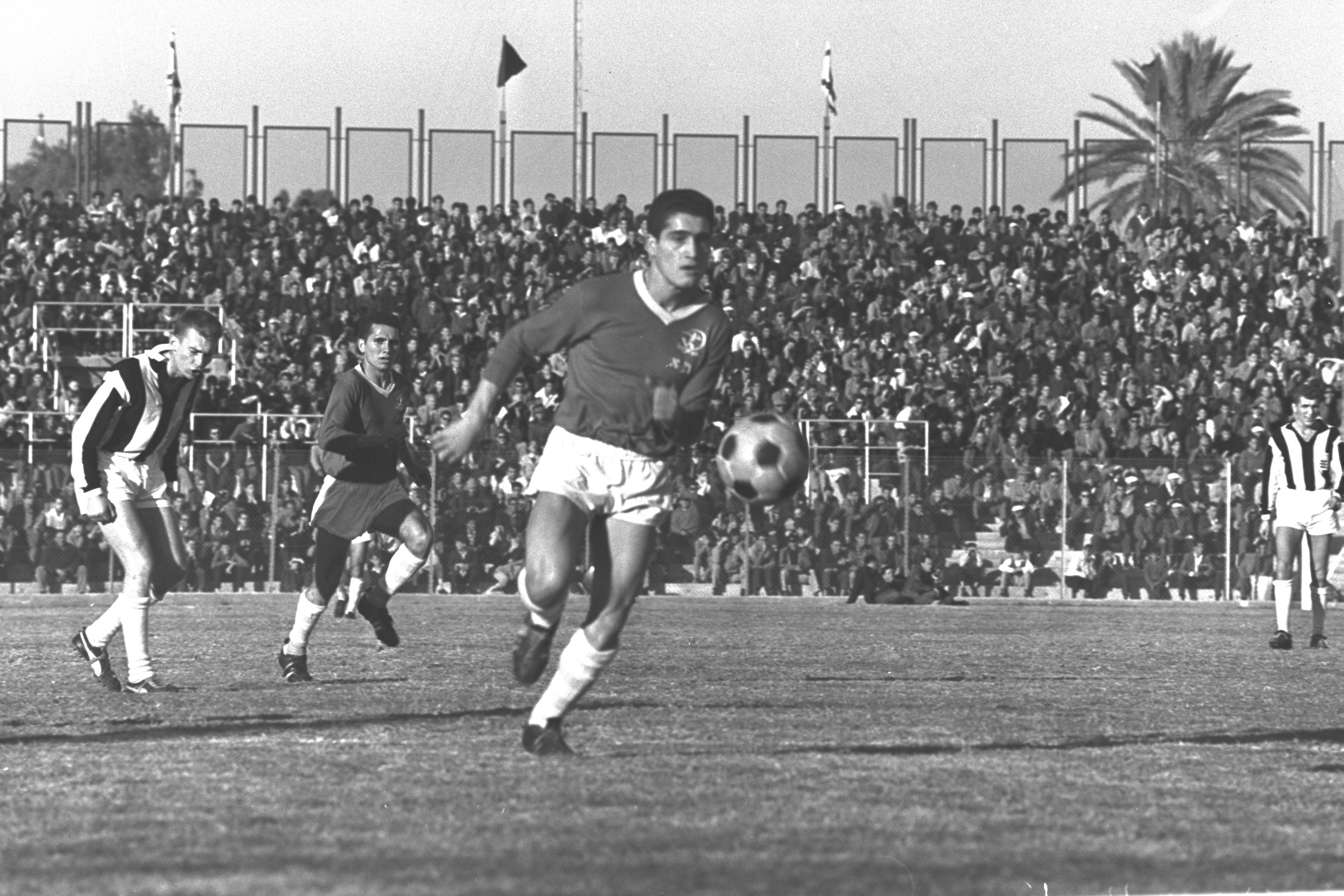